# Folyamidelfinek

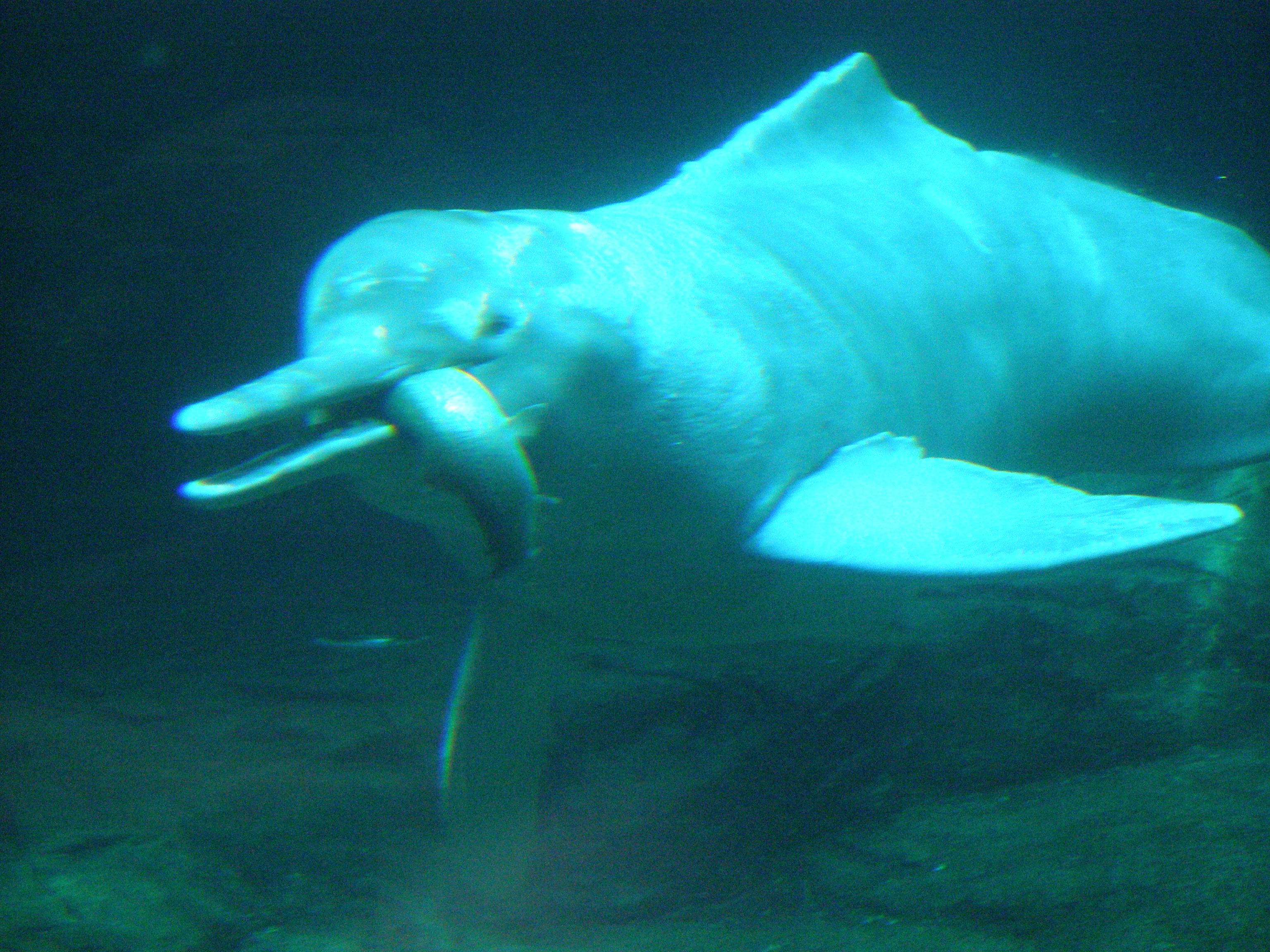
Az amazonasi folyamidelfin a legnagyobb és a
leginkább ismert életmódú faj a folyamidelfinek közül

A folyamidelfinek nem rendszertani elnevezés, azaz taxon, hanem azoknak a fogasceteknek a gyűjtőneve, polifiletikus csoportja, amely magába foglalja a folyókban és brakkvízben élő, illetve folyókba is felúszó fajokat.

## Előfordulásuk
A folyamidelfinek Ázsia és Dél-Amerika nagyobb, iszapos folyóiban élnek. Számos közös tulajdonságuk mellett élőhelyeik is nagyon hasonlóak, de nem közeli rokonok. Valószínűleg egyszerűen a környezeti feltételekhez, és konvergens módon fejlődtek. Nevük ellenére nem mind kizárólag folyami állatok és nem az egyedüliek, melyek folyókban élnek, a parti delfin, a rücskösfarkú disznódelfin és más fajok is rendszeresen felkeresik az édesvizeket. Fennmaradásuk számos veszély fenyegeti, például a vízszennyezése, a vadászat, a halászat és a vízierőművek.

## Megjelenésük
A folyami delfinek élőhelyük révén könnyen felismerhetők. Kevés olyan hely van, ahol összetéveszthetők a folyókba felúszó óceáni delfinekkel, mert a két csoport külseje és viselkedése is meglehetősen eltérő. A folyamidelfinek kis termetű állatok - ritkán hosszabbak 2,5 m-nél - , lassan úsznak és nemigen ugranak, ellentétben az óceáni delfinekkel.
A folyamidelfineknek hosszú, vékony arcorra van, ami ráadásul az életkorral egyre nő. (A kínai folyamidelfin arcorra jellegzetesen felfelé hajlik.)
Szemeik aprók, majdnem vakok. A zavaros folyóvizekben rosszak a látási viszonyok, nem sok haszna van a jó szemnek. Ehelyett fejlett echolokációs rendszerük segítségével tájékozódnak a környezetükben.
A folyamidelfinek légzőnyílása a fejtetőn van, lehet kör alakú, mint a kínai folyamidelfiné, félhold alakú (amazonasi folyamidelfin és sósvízi folyamidelfin), vagy résszerű (gangeszi folyamidelfin és indusi folyamidelfin). Egyeseket könnyebb észrevenni a hangjuk alapján (kilégzésük tüsszentésszerű), mint megpillantani.
Színük nagyon változatos egyedenként. Gyakran az életkorral is változhat.

## Életmódjuk
A folyamidelfinek az óceáni delfinek zöméhez képest nem látványos viselkedésűek. A felszínen többnyire kevés látható belőlük, de néha a víz fölé emelik hosszú arcorrukat. Merülésük általában 40 másodpercnél kevesebb ideig tart, inkább gyakrabban merülnek rövidebb időre.

## Névlista
- Iniidae 
  - Amazonasi folyamidelfin (Inia geoffrensis)
  - Inia araguaiaensis[1]
- Lipotidae
  - Kínai folyamidelfin (Lipotes vexillifer)
- Platanistidae 
  - Gangeszi folyamidelfin (Platanista gangetica gangetica)
  - Indusi folyamidelfin (Platanista gangetica minor)
- Pontoporiidae
  - Sósvízi folyamidelfin (Pontoporia blainvillei)